# 光の村

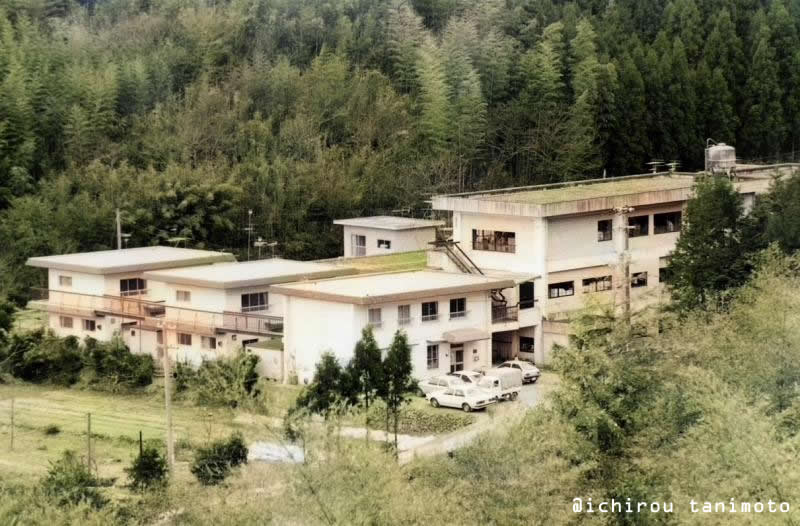
光の村が開設した当時の写真　知的障害児施設わかぎ寮、更生施設たかぎ寮、通勤寮ときわ寮が隣接していた。

光の村（ひかりのむら）は、高知県土佐市にある社会福法人光の村で、主に知的障害を持つ方の支援を行っている。(児童に関しては発達障害児も利用可能)光の村養護学校土佐自然学園在校生や卒業生のために、創立者である西谷英雄が1966年から準備を進め、児童施設・わかぎ寮(在校生)、障害者支援施設・たかぎ寮、共同生活援助事業所・ひかりホーム、就労支援事業所・ひかりの村と開設していった。その後学校の卒業生が県外生が多かったために、卒業生のアフターケアをするために、東京都江戸川区・千葉市緑区、神戸市北区に施設を開設して広域化していった。学校と福祉の連携を早くから提言し、高知では光の村養護学校土佐自然学園（光の村学園）と障害児入所施設わかぎ寮が隣接している。

## 沿革
- 1971年  社会福祉法人光の村(厚生省から正式認可) 知的障害児施設光の村わかぎ寮（わかぎ寮開設）
- 1972年  更生施設たかぎ寮を開設　通勤寮を高知市旭天神町３０１に開設　旭寮とする（任意施設）
- 1978年  通勤施設ときわ寮を土佐市新居にスタート
- 1979年  夫婦寮を建設　（グループホームの前身）
- 1983年  首都圏光の村の設立用地を千葉市に購入　千葉光の村授産園の土地
- 1984年  江戸川区で新しいパン工場用建物を購入　東京光の村授産学園の前身
- 1985年  知的障害児施設「わかぎ寮」を新築移転
- 1988年  社会福祉法人首都圏光の村を設立　千葉光の村授産園と称す
- 1992年　夫婦寮としてグループホームを作る　二組入居(４名)　第1グループホーム
- 1995年　神戸市に教育授産施設用地を購入　神戸光の村授産学園の土地
- 1998年　更生施設たかぎ寮を移転新築　　第2グループホーム開設
- 1999年　更生施設たかぎ寮の移転新築記念研究大会を開催
- 2002年　神戸光の村授産学園（30名）を開設
- 2003年　補助事業名「平成15年度　知的障害児施設の建築補助事業」日本自転車振興会　東京光の村授産園竣工式
- 2006年　第4,5グループホーム設置許可
- 2009年　「就労支援事業所ひかりの村」が開所(就労継続支援B型２０名・就労移行６名) 第7ひかりホーム完成（平成22年3月完成）
- 2010年　わかぎ寮の新築移転計画が決まり、工事に着工 県耐震化等補助金を得て年度末3月に完成 一般社団法人新エネルギー導入促進協議会より太陽熱補助決定
- 2011年　わかぎ寮新築落成　4月1日から使用開始　通勤寮から共同生活介護・援助施設「ひかりホーム」となる。ひかりケアホーム６名開始(高知県補助金により改修)グループホームは定員５７名で１１箇所運営開始
- 2012年　法律改正により、障害児入所施設「わかぎ寮」と名称変更する。短期入所（併設５名）許可を受け開始。　更生施設たかぎ寮は障害者支援施設たかぎ寮となる。
- 2013年　光の村創立者・西谷英雄死去
- 2014年　第３ひかりホーム開設(高知県補助により建設)　相談支援事業所みどり開設する。(土佐市認可)　光の村津波避難場所完成　(土佐市による設置)海抜２６メートルの位置
- 2015年　神戸光の村授産学園が独立して、社会福祉法人神戸光の村となる。

社会福祉法人光の村の新理事長西谷周作就任
- 2016年　前理事長坂本忠男死去(元土佐市議)

## 施設
(高知県土佐市新居2798-6)
- 障害児入所施設わかぎ寮　定員30名　短期入所事業(定員5名)　一時保護事業　日中一時支援事業
- 障害者支援施設たかぎ寮　定員45名　施設入所　生活介護　短期入所事業(3名)
- 共同生活援助事業所　ひかりホーム　定員51名　土佐市内に10箇所
- 就労支援事業所ひかりの村(多機能型)　就労継続支援B型　定員20名　就労移行　定員6名

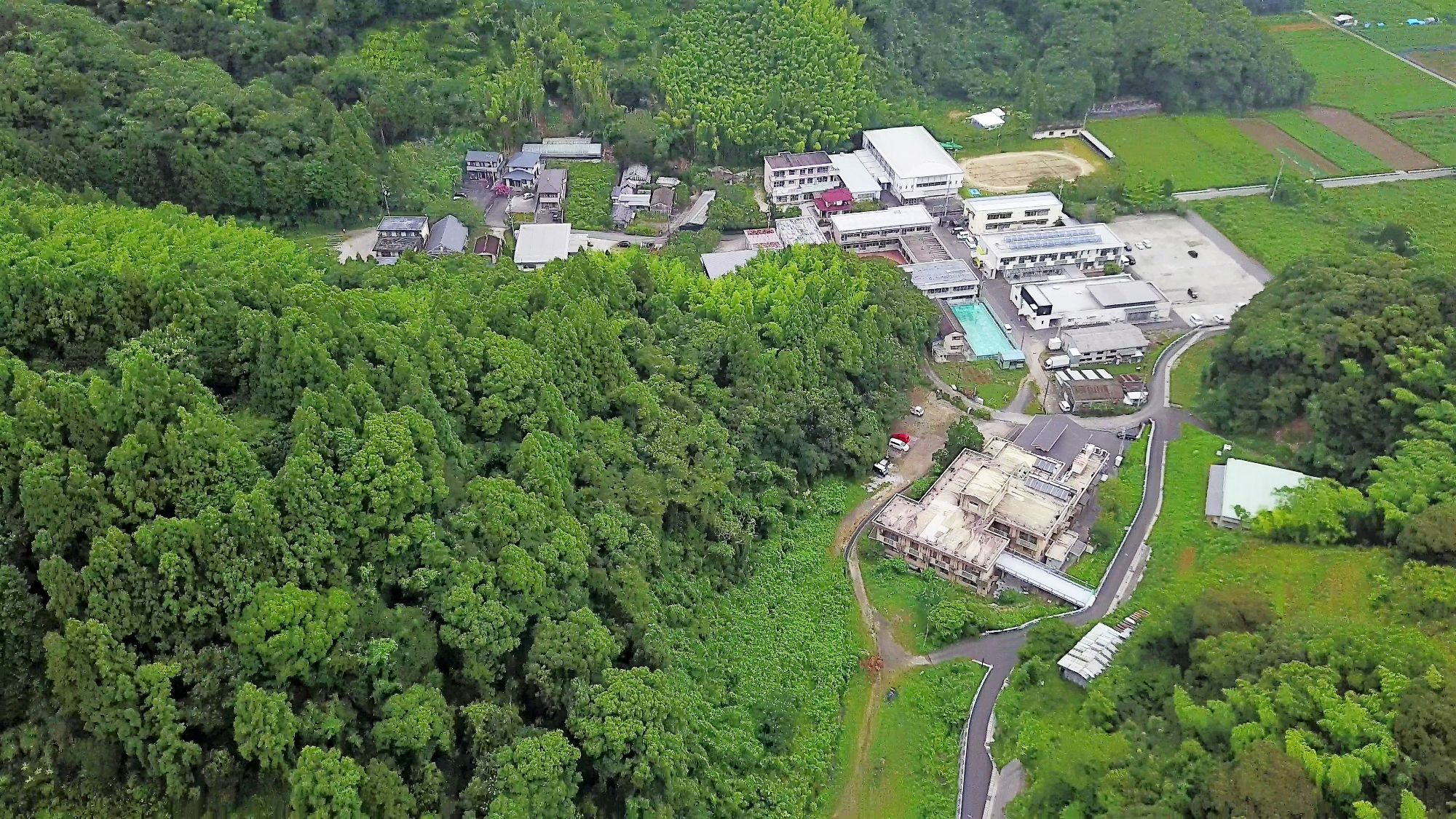
光の村外観【空撮】

- 相談支援事業所みどり　(障害者・障害児)

## 関連施設
- 神戸光の村授産学園　社会福祉法人光の村より独立　社会福祉法人神戸光の村　神戸市北区淡河町
- 千葉光の村授産園　社会福祉法人首都圏光の村　千葉市緑区
- 東京光の村授産学園　社会福祉法人東京光の村　東京都江戸川区

- 学校法人光の村学園
- 光の村土佐自然学園　高知県土佐市
- 光の村秩父自然学園　埼玉県秩父市